# Google Daydream
Daydream（デイドリーム、英語で「白昼夢」の意）は、Google社がAndroidのために開発したバーチャルリアリティ (VR) プラットフォームである。2016年5月のGoogle I/Oデベロッパーカンファレンスにて初めて公開され、最初のVRヘッドセットDaydream Viewは同年11月10日にリリースされた。
Googleが最初に発表したVRプラットフォームGoogle Cardboardとは異なり、DaydreamはAndroid 7.1 NougatのOS自体に組み込まれた存在である。Daydreamプラットフォームには、ソフトウェアとハードウェアの仕様が規定されており、仕様を満たすよう設計されたスマートフォンは"Daydream-ready"と認定される。
2019年10月19日にDaydream Viewシリーズの販売終了を発表。
2020年10月にはAndroid 11以降からDaydreamのサポートが外れることが発表された。

## ハードウェア

### スマートフォン
Daydreamはプラットフォームに準拠した新しいスマートフォンのみで動作する。GoogleはGoogle I/OにおいてSamsung, HTC, LG, Xiaomi, Huawei, ZTE, ASUS, Alcatelの8社がハードウェアパートナーとしてDaydream-readyスマートフォンを製造することを発表した。スマートフォンはDaydreamモードではプロセッサをフル稼働させ、レイテンシを削減し、酔いを軽減する。
以下に、Daydream-readyが確認されているスマートフォンを示す。
| スマートフォン      | 製造元               | SoC            | 発売日        | 備考                                                                                |
| ------------------- | -------------------- | -------------- | ------------- | ----------------------------------------------------------------------------------- |
| Axon 7              | ZTE                  | Snapdragon 820 | 2016年7月27日 | 最初のDaydream-readyスマートフォン                                                  |
| Pixel/Pixel XL      | Google （製造はHTC） | Snapdragon 821 | 2016年10月4日 |                                                                                     |
| Moto Z/Moto Z Force | レノボ               | Snapdragon 820 |               | 要システムアップデート                                                              |
| ZenFone AR          | Asus                 | Snapdragon 821 | 2017年6月23日 | ZenFone ARはARのGoogle TangoとVRのGoogle Daydreamの双方に対応した最初のモバイル製品 |

### ヘッドセット

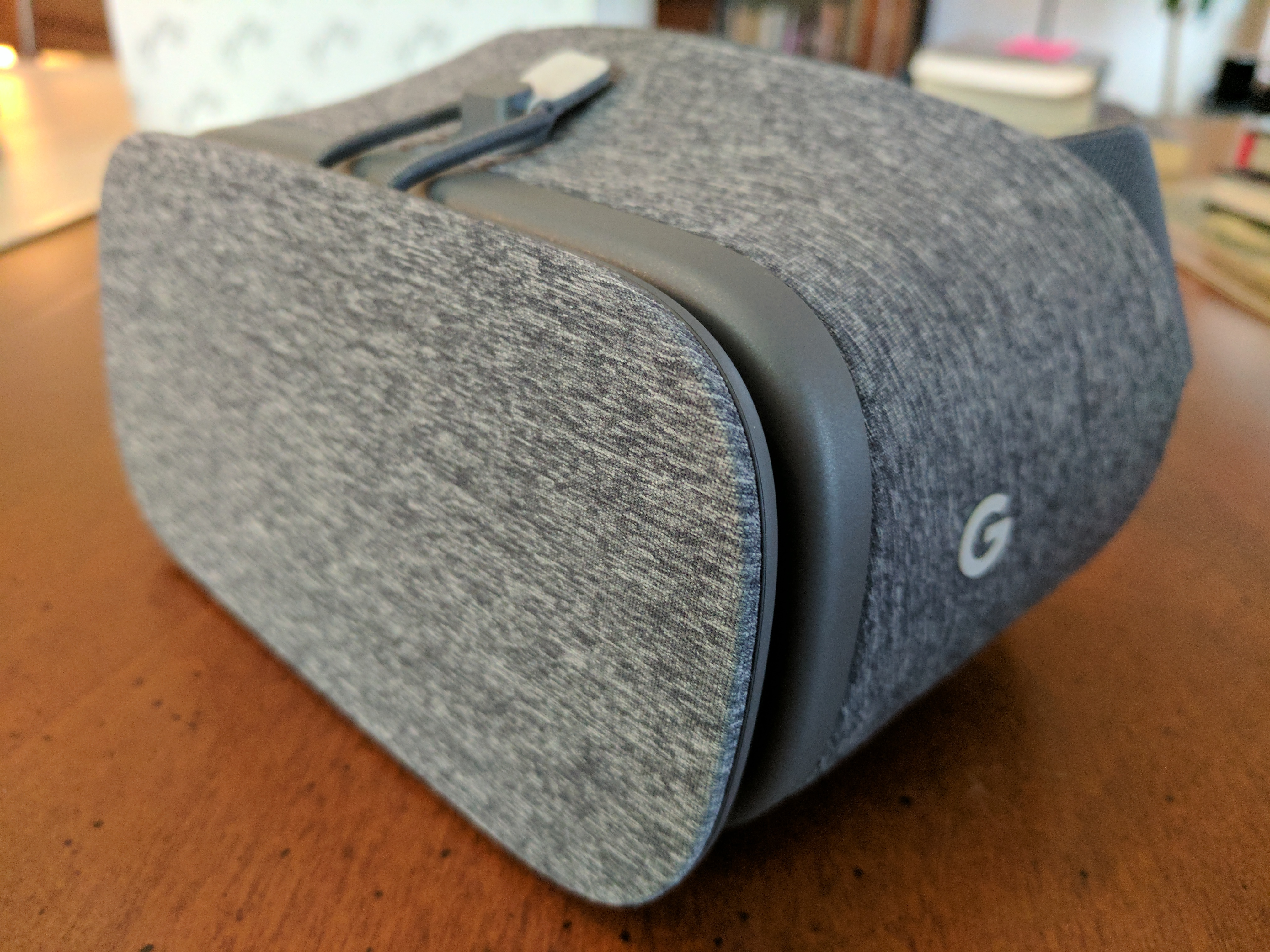
Google Daydream View

Google Daydream View は2016年10月4日に発表されたDaydream用の最初のヘッドセットである Daydream ViewにDaydream-readyスマートフォンをセットすることで、VRヘッドセットを構築することができる。
Daydream Viewは2016年11月10日にリリースされた。